# Ла Трађара (Маса-Карара)
Ла Трађара је насеље у Италији у округу Маса-Карара, региону Тоскана.
Према процени из 2011. у насељу је живело 30 становника. Насеље се налази на надморској висини од 306 м.